# Rudolf Buchbinder

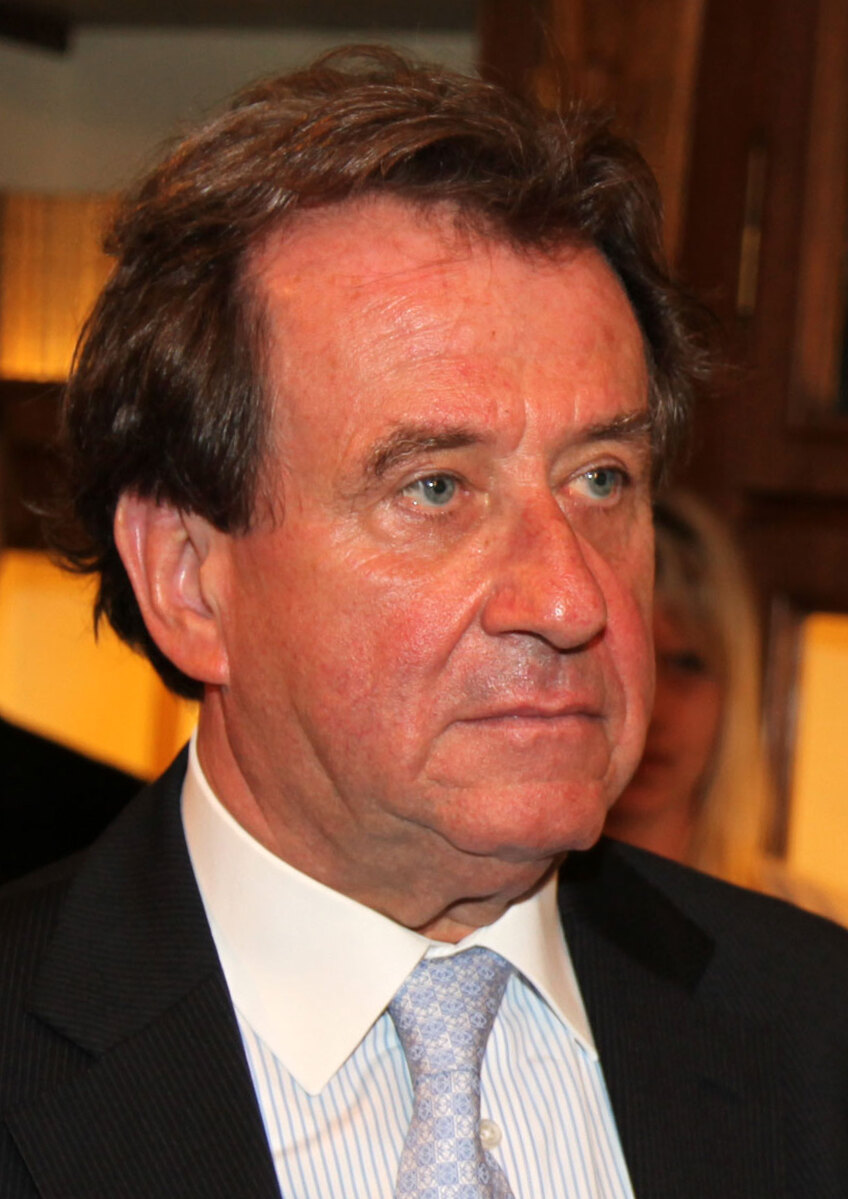
Rudolf Buchbinder (2015).

Rudolf Buchbinder, född den 1 december 1946 i Leitmeritz i Tjeckoslovakien, är en österrikisk konsertpianist. Buchbinders karriär inleddes av att han studerade vid Universität für Musik und darstellende Kunst Wien och blev där den hittills yngsta som tog examen.
Rudolf Buchbinder spelar vid orkestrar och festivaler runt om i världen och är ansedd som en av världens främsta pianister.